# 風に揺れるTomorrow
「風に揺れるTomorrow」（かぜにゆれるトゥモロー）は2002年7月10日に発売されたTUBEの38枚目のシングル。

## 概要
- 表題曲のプロモーションビデオでは2番が省略されている。
- カップリング曲は韓国人歌手Shin-Seunghunとのコラボレーションによる楽曲。
- この楽曲は2002 FIFAワールドカップの開催記念として企画されたコンピレーション・アルバム『PROJECT 2002 The Monsters』(2001年10月24日発売)からの選曲で、名称のみが変更されている。

## 収録曲
| 全作曲: 春畑道哉、全編曲: TUBE。 |                                       |                         |            |       |      |
| #                                | タイトル                              | 作詞                    | 作曲・編曲 | 編曲  | 時間 |
| 1.                               | 「風に揺れるTomorrow」                | 前田亘輝                | 春畑道哉   |       | 6:05 |
| 2.                               | 「Dreams of Asia with Shin-Seunghun」 | Shin-Seunghun、前田亘輝 | 春畑道哉   |       | 5:57 |
| 3.                               | 「風に揺れるTomorrow (Instrumental)」 |                         | 春畑道哉   |       | 6:00 |
| 合計時間:                        | 合計時間:                             | 合計時間:               | 合計時間:  | 18:02 |      |

## 収録アルバム
- Soul Surfin' Crew (#2、原曲)
- PROJECT 2002 The Monsters (#2)
- good day sunshine (#1)
- Melodies & Memories (韓国盤) (#2)
- Best of TUBEst 〜All Time Best〜 (#1)
- 35年で35曲 “愛と友” 〜僕のMelody 君のために〜（#1、リミックス）
- All Singles TUBEst -White- (#1)

## タイアップ
風に揺れるTomorrow
- ダイハツ「コペン」CMソング